# Cecaibidion bivittatum
Cecaibidion bivittatum là một loài bọ cánh cứng trong họ Cerambycidae.